# Центрально-Любинский
Центрально-Любинский — посёлок в Любинском районе Омской области. Административный центр Центрально-Любинского сельского поселения.

## История
Основан в 1898 году. В 1928 году Совхоз № 19 состоял из 49 хозяйств, основное население — русские. В административном отношении находился в составе Протопоповского сельсовета Любинского района Омского округа Сибирского края.

## Население
| 2010 |
| ---- |
| 1027 |

## Улицы
| - ул. 30 лет Победы, - ул. 8 Марта, - ул. Весёлая, - ул. Заводская, - ул. Комсомольская, - ул. Молодёжная, | - ул. Новая, - ул. Озёрная, - ул. Первомайская, - ул. Пионерская, - ул. Производственная, - ул. Рабочая, | - ул. Рабочая 2-я, - ул. Северная, - ул. Северная 2-я, - ул. Советская, - ул. Спортивная, - ул. Школьная. |